# Petronilla de Meath
Petronilla de Meath (c. 1300-1324) va ser la serventa de Dame Alice Kyteler, una noble Hiberno-Normand del XIVé segle. Després de la mort del seu quart marit Alice Kyteler va ser acusada de practicar bruixeria, esdevenint la primera persona acusada per aquest motiu a Irlanda, i Petronilla va ser acusada de ser-ne complice. Petronilla va ser torturada i obligada a proclamar que ella i Kyteler eren culpables, finalment va ser condemnada i cremada a la foguera el 3 de novembre de 1324, a Kilkenny. Aquest va ser el primer cas conegut a Irlanda o Gran Bretanya de la mort a la foguera pel delicte d'heretgia.

## Confessió i execució
Es van presentar set càrrecs contra Alice Kyteler i els seus associats, incloent Petronilla, pel bisbe d'Ossory, Richard de Ledrede:
| « | ... que negaven Crist i l'església; que tallaven animals vius i n'escampaven els bocins pels camins com a ofrenes a un dimoni anomenat el fill d'Art a canvi de la seva ajuda; que van robar les claus de l'església i van celebrar reunions allí de nit; que en el crani d'un lladre col·locaven els intestins i els òrgans interns de gallines, cucs, ungles tallades de cossos morts, pèls de les natges i roba de nens morts abans de ser batejats; que, a partir d'aquesta barreja, van fer pocions per incitar a les persones a estimar, odiar, matar i afligir als cristians; (...) que l'Alice havia utilitzat la seva bruixeria per assassinar alguns dels seus marits i encantar als altres, amb el resultat que li van donar totes les seves possessions a ella i al seu fill. | » |

Els càrrecs van variar fins a cometre bruixeria i demonologia, havent assassinat diversos marits; i Kyteler va ser acusada d'haver adquirit la seva riquesa il·legalment a través de la bruixeria. Aquestes acusacions provenien principalment dels fills dels seus difunts marits pels seus matrimonis anteriors. El judici va ser el precedent de la formalització de la bruixeria a Irlanda; i es confia així al dret eclesiàstic en què la bruixeria va ser tractada com una heretgia, en comptes del dret comú anglès, on generalment es veia com un delicte menor. Mentre Kyteler va fugir a Flandes o Anglaterra per escapar de la prova, d'altres acusats no va ser tan afortunats, especialment Petronilla. Ledrede va ordenar la tortura de Petronilla i d'altres socis menys rics empresonats a Kilkenny, que van ser examinats utilitzant el procediment inquisitorial permès pel decret papal Super illius specula. Van confessar els càrrecs que es van fer contra ells. En concret Petronilla va confessar a tota mena de coses:
| « | ... Entre altres coses, va dir que ella amb la seva dita amant sovint feia una condemna d'excomunió contra el seu marit amb espelmes de cera il·luminades i repetides expectoracions, tal com exigien les seves regles. I tot i que ella mateixa era una adepta d'aquesta mala art, va dir que no era res en comparació amb la seva amant, de qui havia après tot això i molt més; i de fet, en tot el regne del rei d'Anglaterra, no hi havia cap més expert ni igual a ella en aquest art ... | » |

Petronilla va afirmar que Kyteler va permetre a un dimoni conèixer-la carnalment, que va consultar dimonis i va fer pocions i que Kyteler va negar la "fe de Crist i l'Església". Petronilla també va sostenir que ella i la seva amant van aplicar una poció màgica a un feix de fusta, que va permetre a ambdues dones volar. Petronilla es va veure obligada a fer una proclamació pública que Kyteler i els seus seguidors eren culpables de bruixeria. John Clyn, el cronista franciscà de Kilkenny, va enregistrar la seva mort: "Petronilla de Meath ... va ser condemnada per bruixeria, i per oferir sacrificis als dimonis, va ser lliurada a les flames i cremada. D'altra banda, fins i tot abans d'ella, fins i tot en els temps anteriors no havia set mai vist ni s'havia sentit a parlar de ningú que patís la pena de mort per l'heretgia a Irlanda ".

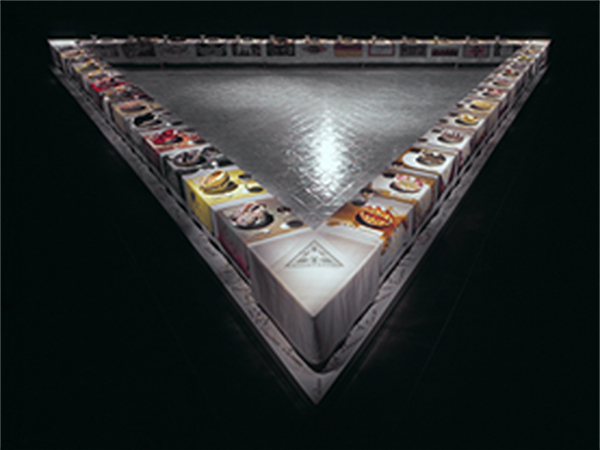
The Dinner Party, instal·lació de Judy Chicago, al Museu de Brooklyn

## Llegat
L'artista feminista Judy Chicago li va assignar un lloc en el The Dinner Party, una peça d'instal·lació de 39 dones mítiques i històriques, Petronilla hi està asseguda entre Hildegarda de Bingen i Christine de Pisan. Des de 2007, la peça està exposada permanentment al Elizabeth A. Sackler Center for Feminist Art al Brooklyn Museum de Nova York.